# Polykrates von Argos
Polykrates (altgriechisch Πολυκράτης Polykrátēs; † nach 184 v. Chr.) war ein griechischer Beamter und Feldherr der ägyptischen Könige der Ptolemäerdynastie im 3. und 2. vorchristlichen Jahrhundert.
Polykrates stammte aus Argos und war ein Sohn des Ringkämpfers Mnasiadas. Der Vater war in seinem Sport innerhalb der hellenistischen Welt so populär, dass er kurz nach ihrer gemeinsamen Ankunft in Ägypten für das Jahr 218/217 v. Chr. zum Eponymen Priester für den vergöttlichten Alexander ernannt wurde, eine der höchsten Ehrungen im ägyptischen Ptolemäerstaat (Ptolemäischer Alexanderkult).
Polykrates selbst erhielt durch die Protektion des Agathokles und des Sosibios einen hohen Posten im ptolemäischen Militär und war für die Ausbildung der Kavallerie verantwortlich. In der siegreichen Schlacht von Raphia gegen die Seleukiden 217 v. Chr. führte er die Reiterei auf dem linken Flügel. 203 v. Chr. wurde er zum Statthalter (strategos) und Hohepriester (archiereus) von Zypern ernannt, wo er besonders tatkräftig regiert haben soll. Als Rivale des Regenten Tlepolemos griff er im Jahr 197 v. Chr. aktiv in die ägyptische Politik ein, indem er nach Alexandria zurückkehrte, um dort das Mündigkeitsfest (anakleteria) für König Ptolemaios V. auszurichten, der somit persönlich die Regierung in seinem Königreich übernehmen konnte. Polykrates selbst wurde zum Oberbefehlshaber des Heeres, als Nachfolger des verurteilten Skopas, und nach dem Ende des Aristomenes um 192 v. Chr. zum neuen Chefminister des Königs ernannt. Letztmals wird er im Jahr 185/184 v. Chr. genannt, im Kampf gegen rebellierende Ägypter.
Polykrates war verheiratet mit Zeuxo, einer Tochter des Ariston aus Kyrene. Sie hatten mindestens drei Töchter, Zeuxo, Eukrateia und Hermione, sowie zwei Söhne, Polykrates und Ptolemaios. Besonders die weiblichen Familienmitglieder waren als Teilnehmer der panathenäischen Spiele bekannt. Polykrates selbst wie auch seine Frau siegten im Jahr 198 v. Chr. im Wagenrennen, er mit einem Einspänner, sie mit einem Viergespann. Die drei Töchter traten nacheinander zwischen 190 und 178 v. Chr. bei diesen Spielen, ebenfalls in der Disziplin des Wagenrennens, an. Hermione amtierte zudem noch im Jahr 170/169 v. Chr. im Priesterinnenamt der Kronenträgerin (athlophore) der vergöttlichten Berenike Euergetes in Alexandria. Die Söhne dienten ebenfalls in der ptolemäischen Reichsverwaltung.
Während seiner Zeit als Statthalter auf Zypern hatte Polykrates in Paphos eine Statuengruppe errichten lassen, die ihn, seinen Vater, seine Frau und zwei seiner Töchter darstellte. Weiterhin ließ er in dieser Stadt dem König Ptolemaios V. Epiphanes eine Statue errichten. Dem Polykrates war zudem in Delos eine weitere Statue geweiht.